# Maria Codreanu
Maria Codreanu (n. 23 august 1949, Trușeni, municipiul Chișinău, Republica Moldova) este o cântăreață de soprano din Republica Moldova.
Este căsătorită (din 1977) cu Alexander Biriukov, muzician de jazz și compozitor din Moscova.
A avut concerte în Siria, Irak, Liban, Germania, Cehoslovacia, România, Ungaria, Mongolia, Israel, Japonia, Austria, Statele Unite.

## Filmografie
- Maria Codreanu (1973) documentar[2]
- Melodii nistrene (1974)

## Premii și distincții
- Artistă Emerită din RSSM (1972)[1]
- Artistă Emerită a Federației Ruse
- Ordinul de Onoare (2019)[3]

A fost decorată cu medalia Steaua Cernobîl, Ordinul Ecaterina cea Mare și, la aniversarea sa de 70 de ani, cu Ordinul de Onoare.

## Legături externe
- Site oficial
- Maria Codreanu la Internet Movie Database